# Спорт топлумы (Дашогуз)
Стадион «Спорт топлумы» (туркм. Sport toplumy) — стадион многоцелевого использования в Дашогузе, Туркменистан. Является домашней ареной футбольного клуба «Туран» и вмещает 10 000 зрителей. Открыт в 2010 году.

## История
Стадион открыт в мае 2010 года.
28 октября 2014 года на стадионе прошёл финал Кубка Туркменстана, в котором «Ахал» одержал победу над «Балканом» со счётом 3:2.
16 июня 2015 года на стадионе проходил матч отборочной стадии чемпионата мира-2018 между Туркменистаном и Ираном (1:1). Впервые сборная Туркменистана проводила матч за пределами Ашхабада.

## Структура
Спортивный комплекс расположен на площади более 13 гектаров. Вокруг футбольного поля с натуральным газоном проложены беговые дорожки.
На территории спорткомплекса есть крытый плавательный бассейн, залы для занятий игровыми видами спорта и единоборствами. Имеются открытые площадки для мини-футбола, баскетбола, волейбола и два теннисных корта.
Посетители стадиона, приехавшие на автомобилях, могут припарковаться на любой из парковок стадиона.